# Dimbo
Dimbo är kyrkbyn i Dimbo socken och en småort i Tidaholms kommun i Västra Götalands län. 
Väster om Dimbo ligger Gerumsberget. Genom samhället rinner ett av Ösans biflöden från mossmarkerna på Gerumsberget. 
På en kulle mitt i byn ligger sockenkyrkan Dimbo-Ottravads kyrka. I samhällets östra utkant ligger Dimbo gravfält, Västergötlands största höggravfält daterat till yngre järnåldern.

## Källor

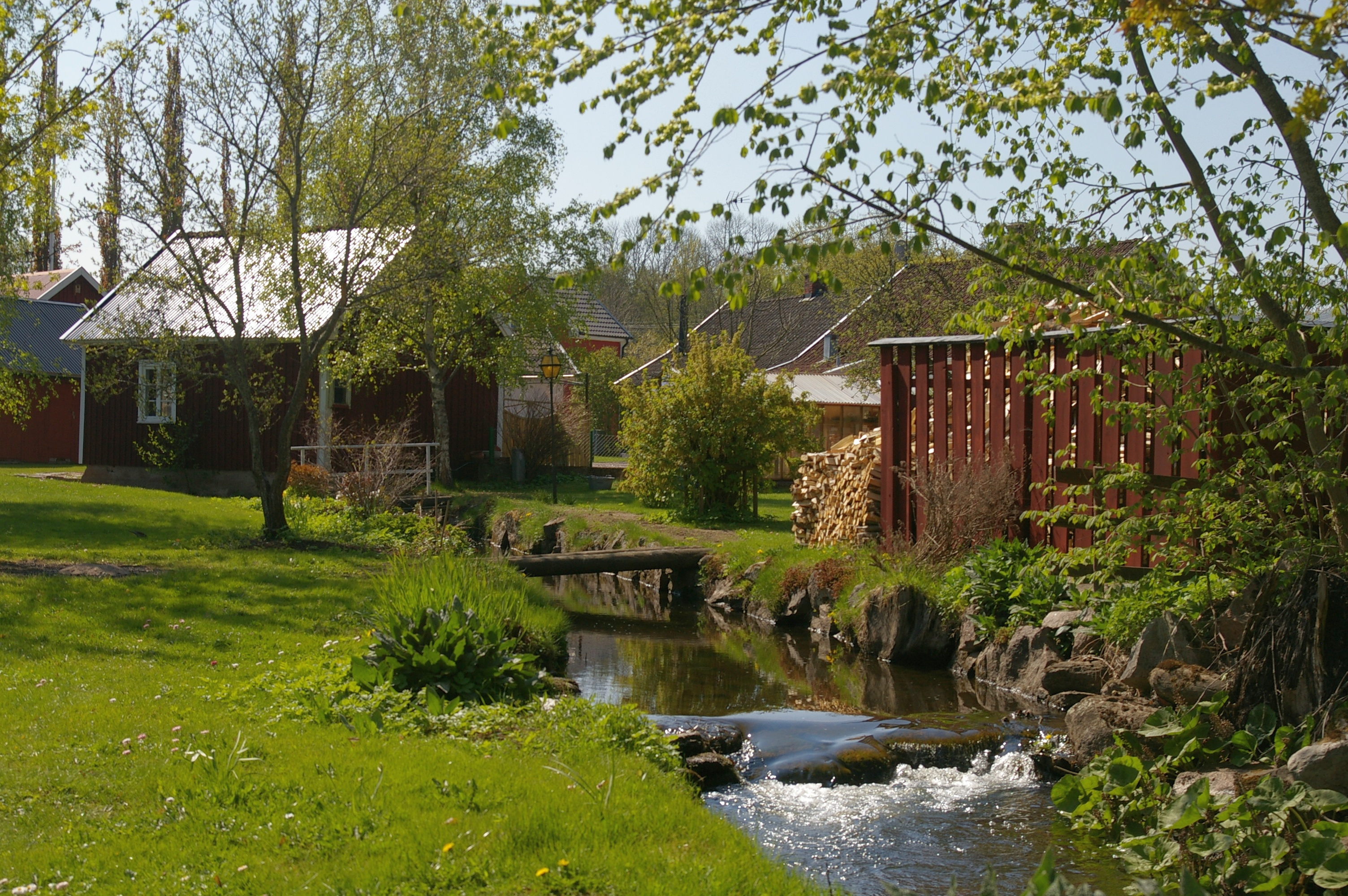
Ett av Ösans biflöden rinner genom Dimbo.
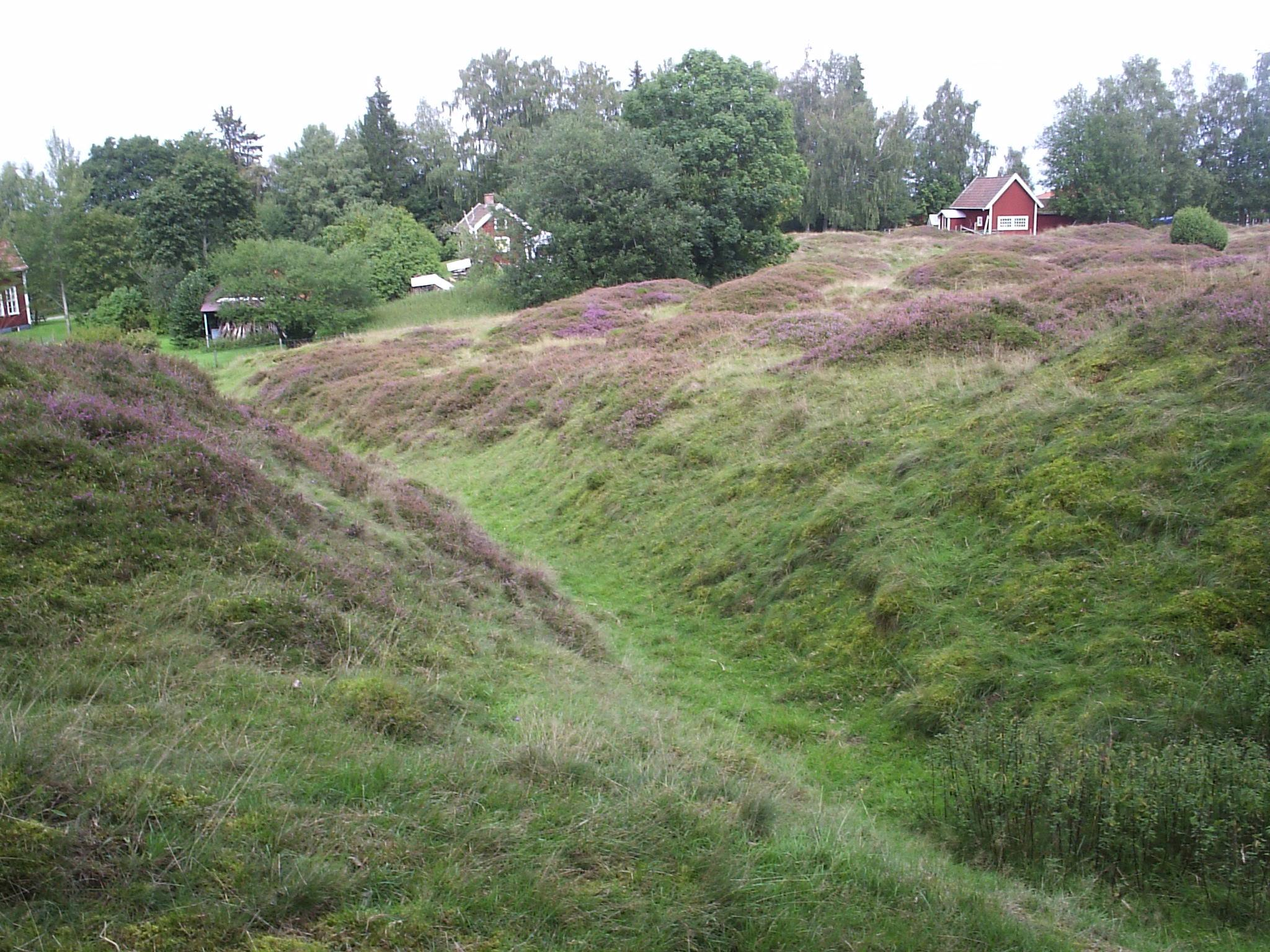
Dimbo gravfält
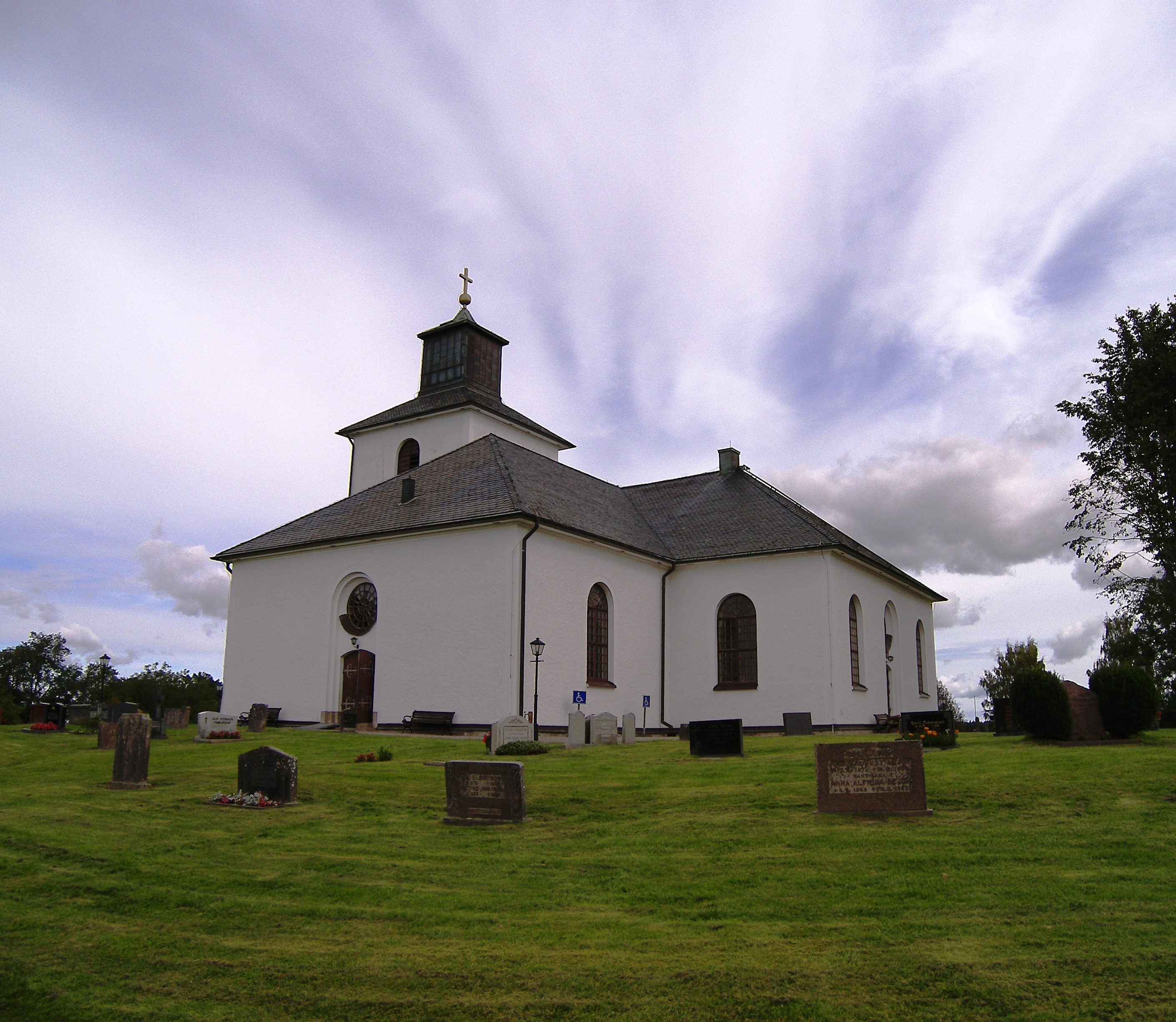
Dimbo-Ottravads kyrka
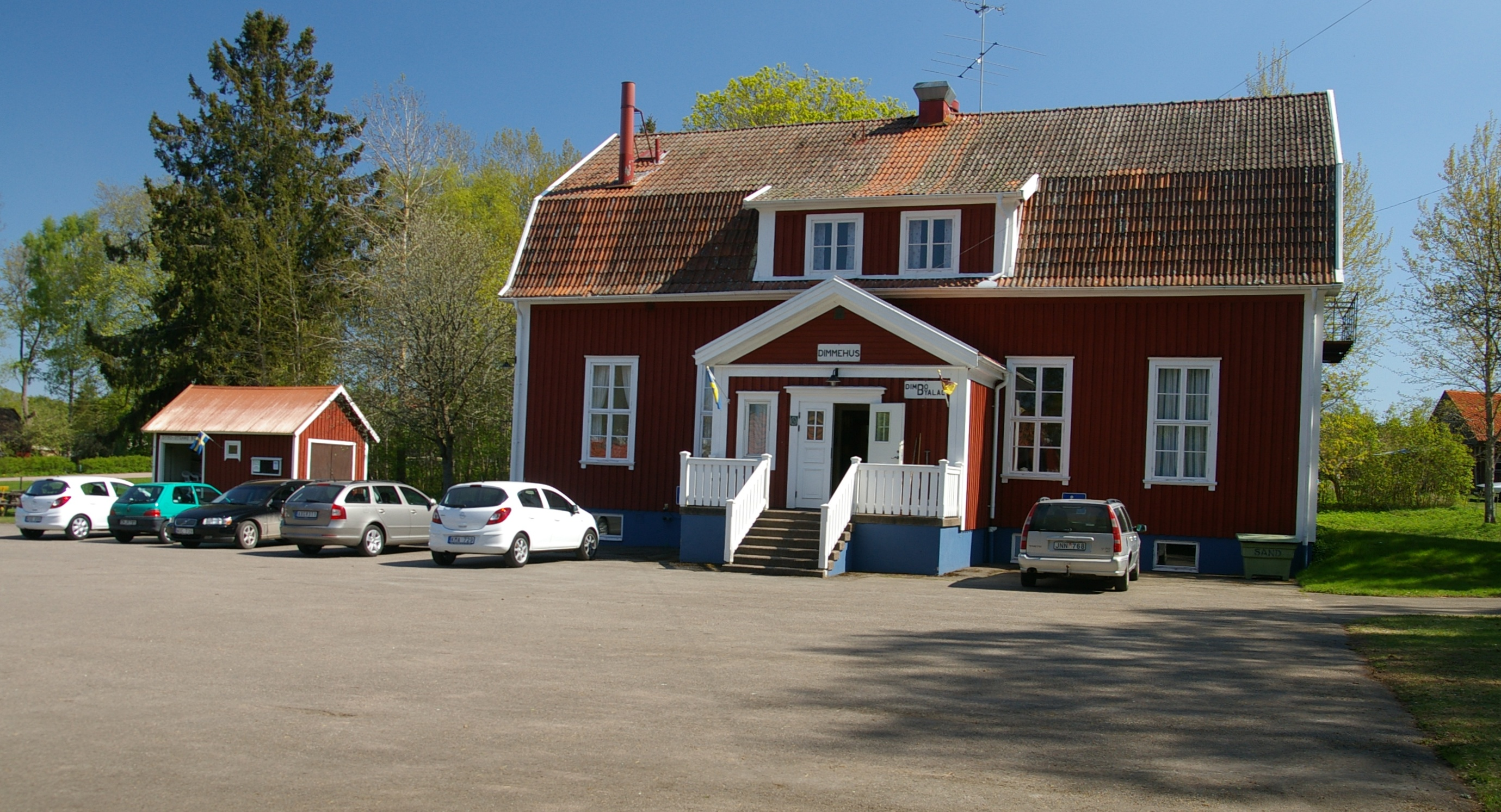
Bygdegården Dimmehus.